# Fannia unica
Fannia unica är en tvåvingeart som beskrevs av Márcia Souto Couri 2004. Fannia unica ingår i släktet Fannia och familjen takdansflugor. Inga underarter finns listade i Catalogue of Life.